# 研磨材
研磨材（けんまざい）は、相手を削り研ぎ磨くのに使う硬い粒ないし粉であり、研磨剤と表記されたり研削材とも呼ばれる。研磨材を構成する1粒は「砥粒」（とりゅう）と呼ばれる。日常で用いられる細かな研磨材は「磨き粉」（みがきこ）などと呼ばれる。本記事では便宜上、研磨材と研磨剤を同一のものとして扱う。
研磨材そのものの形態には、粉末状の他に油などを加えてペースト状にしたものがあり、使用時には研磨液を加えることが一般的である。研磨材を結合剤で結着することで人工砥石が作られ、紙や布の片面に接着することでシート状の研磨シートが作られる。
研削作業には、古くから石榴石（ざくろ石）、 エメリーなど天然鉱物が使われてきたが、19世紀末にそれらよりも硬い人造研削材が工業生産され、現在は人造品が主流である。

## 種類

### 基本的な4種類と使い分け
現在使われている人造研削材は、次の4種類に大別できる。
| 名称                                | 化学式 | 修正モース硬度 | ヌープ硬度(kgf/mm2) | 密度(g/cm3) |
| ----------------------------------- | ------ | -------------- | ------------------- | ----------- |
| ダイヤモンド                        | C      | 15             | 7000～8000          | 3.52        |
| 立方晶窒化ホウ素                    | BN     | --             | 4500～4700          | 3.48        |
| 炭化ケイ素                          | SiC    | 13             | 2500～3200          | 3.22        |
| 酸化アルミニウム(III)（コランダム） | Al2O3  | 12             | 1700～2500          | 3.99        |

表の ヌープ硬度は単結晶の結晶面の値で、低純度の、あるいは焼結品の微結晶コランダム質研削材の硬度は、この値より低い。
ダイヤモンドは周期表のIV族の一番上の炭素が共有結合していて、最も硬い。立方晶窒化ホウ素は炭素の左隣のホウ素と右隣の窒素との化合物で、すこし硬度が低い。なお、同じ化学式でも常圧で安定な六方晶窒化ホウ素は、固体潤滑剤に用いられる軟らかいすべすべの物質である。
炭化ケイ素は、ダイヤモンドとケイ素との「あいのこ」で、ダイヤモンドより軟らかくケイ素より硬い。酸化アルミニウムはIII族とVI族との化合物で、Al3+イオンとO2-イオンとが、イオン結合している、天然鉱物がコランダムとして産出される。
物質を磨き削る研磨材は硬いほどよい、となればダイヤモンド万能となるが、経済的な事情がまずある。炭化ケイ素およびコランダム質研削材の1kg当たりの価格は、ダイヤモンドおよび立方晶窒化ホウ素の1カラット(0.2g)当たりの価格と同じ桁である。
次に、ダイヤモンドと炭化ケイ素とは、鉄と鋼の研削研磨には向かないという化学的な宿命がある。磨きあるいは削る仕事は、むしる側とむしられる側との激しい接触のもとに行われ、鉄鋼は、銑鉄の組成の4.25%まで炭素を含有できるので、ダイヤモンドや炭化ケイ素の砥石で研削研磨すれば、鉄鋼は炭素を吸収し、砥石を急激に減耗させる。鉄鋼は炭化ケイ素中のケイ素も吸収する。量的に重要な相手先である鉄鋼に対しては、立方晶窒化ホウ素とコランダム質研磨材の出番となる。
表の4種類のほか、ラッピングなどの磨きの作業には、湿式に析出させた粉末状の、酸化クロム、酸化鉄II、アルミナなども使用される。
なお、立方晶窒化ホウ素がボラゾン（Borazon）、炭化ケイ素がカーボランダム（Carborundum）、コランダム質研磨材がアランダム（Alundum）と呼ばれることがあるが、それらはそれぞれを最初に工業化した会社の商品名である。

### コランダム質研磨材の種類
コランダム質研磨材にはいくつかの種類がある。
 白色電融アルミナ
粉末のアルミナをアーク炉で融解後、冷却し凝固させ、その塊を粉砕整粒する。酸化クロムなどを加え、ピンクないしルビー色を付けたのもある。
 褐色電融アルミナ
ボーキサイトをアーク炉で融解し、還元してアルミナ分を高めたのち、冷却し凝固させ、その塊を粉砕整粒する。Tiイオン、Mgイオンほかの固溶により、いくぶん強靱になる。
アルミナ-ジルコニア
Al2O3- ZrO2二元系は、たがいに若干の固溶限を持つ共晶系で、共晶点に近いジルコニア約40重量％と、ジルコニア約25％との、2種類の電融研磨材がある。共晶の微細組織を持つため、強靱である。
解砕型アルミナ
アルミナ質原料をアーク炉で融解し冷却凝固させるが、その際、粉砕機にかけずに、結晶粒ごとに解砕できるよう、工夫する。粒の破壊の起点になる傷を持たないため、減耗しにくく、精密仕上げ用砥石の原料に使われる。
焼結アルミナ
アーク炉で融解せず、粉末のアルミナあるいはボーキサイトを粒状に焼結させる。硬度は低いが、微晶の粒なので、減耗しにくい。樹脂結合の砥石にして、圧延前のステンレス鋼の傷とりに、もっぱら使われる。必要な粒度ばかりを製造できる利点がある。

## 製造法
研磨材用のダイヤモンドと立方晶窒化ホウ素とは、主に 静的高温高圧法で、炭化ケイ素は抵抗型の電気炉で製造する。電融コランダム塊はアーク炉で製造する。
研磨材は、数mmから数µmの範囲で数十種類の粒度に分けられた粒体ないし粉体であるから、大きい素材は、そのサイズに応じて階梯的に、各種の粉砕機で細かくしてゆく。
そうして作った素材には、未反応原料、副産物、装置材料などの不純物が混ざるので、相応する選別・精製処理を行う。
細かい粒度の粉砕では、たとえば、コランダム質の粉をつぶすのにコランダム質のライニングとアルミナ質ボールとのボールミルを使う、というような汚染防止もできるが、それに先立つ粗い粒はほとんど鉄鋼の刃板の粉砕機で粉砕するので、混入する鉄分を除去する工程として磁力選別、酸洗などが付帯的に必要となる。
研磨材の重要な性状のひとつは、粒度の正しさである。粒度がずれていると削る作業の勝手が狂ってしまう。また粗い粒が混入していると、磨く表面に致命的な傷をつけてしまう。そのため、JISでは粒度を規定している。
JISでは、炭化ケイ素およびコランダム質研磨材につき、[JIS R6001:1998 研磨材の粒度]は、径約4mm強から径約50µmまでの「粗粒」の範囲で26段階、径約50µm強から径約3µmまでの「一般研磨材用微粉」の範囲で11段階、径約60µmから径約1µm強までの「精密研磨用微粉」の範囲で18段階、の粒度を定め、それと別に、「JIS R6010:2000 研磨布紙用研磨材の粒度]は、径約2mmから径約60 µm強までの研磨布紙用研磨材「粗粒」の範囲で15段階の、粒度を定めている。径約と苦しくいうのは、研磨材の径は決してパチンコのタマのように一様でなく、正規分布的な幅をもつからである。
JISのいう「粗粒」の範囲の粒度分け（分級という)は、ふるい（篩）を用いる。
JISのいう「微粉」の範囲の粒度分けは、一個の球形固体粒子が無限に広い流体中を沈降する場合、その沈降速度は粒子径の2乗に比例するというストークスの式を利用した、水中の沈降速度の差を用いる。

## いくつかの仕上げ処理
粒形処理
力ずくで相手を削る砥石用の研磨材は、密に詰る形の、すなわち、球に近い形が望ましい。そのために、研磨材をボールミルなどで共摺りしたりする。逆に、サラサラと軽く仕上げる砥石用の研磨材は、尖った形が望ましい。また、研磨布紙に研磨材を埋めこむには、あらかじめ接着剤を塗った布紙を下向きにし、下に敷いた研磨材との間に静電圧をかけて研磨材を跳び上がらせるので、この場合も尖った形が望ましい。更に、跳び上がった際に長径が垂直の向きに貼りつくので、尖った形にすることで製品の切れ味が良くなる。粉砕機の機種によっては、粉砕した粒の形を変えることができる。また、横向きの気流の中に研磨材を注ぐと粒の形が細長いほど遠くへ飛ぶことを利用して選別できる。
表面処理
研磨布紙に研磨材を埋めこむ際には静電界で研磨材を跳び上がらせるが、粒の電気伝導度の高い方が静電界で跳び上がりやすい。炭化ケイ素は粒の電気伝導度に問題ないが、コランダム質研磨材は薬品を散布することで表面処理し跳び上がりやすくすることもある。また、砥石作成時における研磨材と結合剤とのなじみをよくするため、研磨材に表面被膜を付けることも広く行われる。
熱処理
褐色電融アルミナの研磨材では、加熱することで粒内の非晶質を表面に滲み出させ、破壊の起点となる傷を埋めて壊れにくくさせることがある。

## 用途
- サンドブラスト、バレル研磨、バフ仕上げ、ラッピングなどの加工作業には、そのままの姿で使われる。
  - ゴムシートを任意形状に切り抜いて石材に貼り、研磨材をサンドブラストすれば、その形の窪みが彫れる。
- 研削砥石の原料に使われる。
- 研磨布紙の原料に使われる。
  - 炊事用のスポンジタワシの裏側に、不織布による研磨布紙として研磨材が入っている。
- 研磨テープの原料に使われる。

## 参考図書
- 吉田弘美著、『みがき加工 基礎のきそ』、日刊工業新聞社、2012年12月4日初版1刷発行、ISBN 9784526068157